# 日本の素顔
『日本の素顔』（にほんのすがお）は、1957年11月10日から1964年4月5日までNHKテレビ → NHK総合テレビで放送されていたドキュメンタリー番組である。全306回。

## 概要
NHKによる本格ドキュメンタリー番組の元祖。それ以前にもNHKラジオで『時の動き』という録音構成のドキュメンタリー番組が放送されていたが、テレビでもこれと同じものを作れないかという考えから生まれた。
初年度に放送された「日本人と次郎長」（第8集）は、それまで表に出ることのなかった襲名披露や手打ち式、刺青を入れる若者の姿などを取材・放送して大きな反響を呼んだ。また、熊本県水俣市で発生していた奇病（水俣病）が、工場からの廃液による水銀中毒の疑いがあることを指摘した「奇病のかげに」（第99集）や、伊勢湾台風の被害を報じた『泥海の町』（第92集）、浅沼稲次郎暗殺事件の発生を受けて制作された「政治テロ」（第139集）も話題を呼んだ。
番組は1964年春の改編を機に同タイトルでの放送を終了。土曜22:00枠で放送されていたもう1つのドキュメンタリー番組『現代の記録』と統合され、『現代の映像』と題してリニューアルした。

## 放送時間
いずれも日本標準時。
- 日曜 21:30 - 22:00（1957年11月10日 - 1961年4月2日）
- 日曜 21:50 - 22:20（1961年4月9日 - 1962年4月1日）
- 日曜 22:05 - 22:35（1962年4月8日 - 1963年3月31日）
- 日曜 22:00 - 22:30（1963年4月7日 - 1964年4月5日）

## 放送リスト

### 1957年度
| 放送日         | サブタイトル                                |
| -------------- | ------------------------------------------- |
| 1957年11月10日 | 新興宗教をみる                              |
| 1957年11月17日 | 養護施設の子供たち                          |
| 1957年11月24日 | 貸家あります                                |
| 1957年12月1日  | 九十九里浜の漁師たち                        |
| 1957年12月8日  | 生きている史蹟 江田島・横須賀・霞ヶ浦・内原 |
| 1957年12月15日 | 三つの年の瀬 災害・貧困・孤独               |
| 1957年12月22日 | 玩具の季節                                  |
| 1958年1月5日   | 日本人と次郎長                              |
| 1958年1月12日  | 櫓太鼓のかげに                              |
| 1958年1月19日  | 瀬戸内海のこどもたち                        |
| 1958年1月26日  | 狭き門にいどむ                              |
| 1958年2月2日   | 下水なき文化国家                            |
| 1958年2月9日   | 移民                                        |
| 1958年2月16日  | 三軍の装備                                  |
| 1958年2月23日  | 春を待つ子供たち                            |
| 1958年3月2日   | 犬の世相                                    |
| 1958年3月9日   | 関門                                        |
| 1958年3月16日  | お寺様々                                    |
| 1958年3月23日  | 南の孤島・与論島                            |
| 1958年3月30日  | 解散風の吹く国会                            |

### 1958年度
| 放送日         | サブタイトル                            |
| -------------- | --------------------------------------- |
| 1958年4月6日   | 季節労働者                              |
| 1958年4月13日  | 観光日本                                |
| 1958年4月20日  | 靑い目の子どもたち                      |
| 1958年4月27日  | 部落                                    |
| 1958年5月4日   | 働くこどもたち                          |
| 1958年5月11日  | 迷信                                    |
| 1958年5月18日  | 麻薬                                    |
| 1958年5月25日  | 学校繁昌記                              |
| 1958年6月1日   | ガード下の東京                          |
| 1958年6月15日  | 水の上にくらす人たち                    |
| 1958年6月22日  | 大人にならない子どもたち                |
| 1958年6月29日  | 自動車ラッシュ                          |
| 1958年7月6日   | 定年                                    |
| 1958年7月13日  | 神風登山 谷川岳の記録                   |
| 1958年7月20日  | 売春防止法                              |
| 1958年7月27日  | ハイティーン                            |
| 1958年8月3日   | 絹                                      |
| 1958年8月10日  | さいはての地「知床」                    |
| 1958年8月17日  | 四人の山の子                            |
| 1958年8月24日  | 村芝居                                  |
| 1958年8月31日  | 台風銀座                                |
| 1958年9月8日   | 牛乳                                    |
| 1958年9月14日  | 風の中の先生                            |
| 1958年9月21日  | アンバランス                            |
| 1958年9月28日  | ボタ山のかげに 中小炭鉱                 |
| 1958年10月5日  | 豊作                                    |
| 1958年10月12日 | 警察官                                  |
| 1958年10月19日 | 母と子                                  |
| 1958年11月2日  | 文化運動                                |
| 1958年11月9日  | もっと光を                              |
| 1958年11月16日 | 機屋と女工                              |
| 1958年11月23日 | 無医村                                  |
| 1958年11月30日 | 全学連                                  |
| 1958年12月7日  | この人達に愛の手を みんなで正るいお正月 |
| 1958年12月14日 | 酔いどれ日本                            |
| 1958年12月21日 | 瀬戸内の漁師                            |
| 1958年12月28日 | 座談会 1958年言い納め                   |
| 1959年1月4日   | 職人 昔を守る人々                       |
| 1959年1月11日  | 産業開発青年隊                          |
| 1959年1月18日  | 日本の中の朝鮮                          |
| 1959年1月25日  | 日本政府専売品                          |
| 1959年2月8日   | 神の国日本                              |
| 1959年2月15日  | 引き上げ十四年                          |
| 1959年2月22日  | 特許権 現代産業を支配するもの           |
| 1959年3月1日   | テレビ 現代のマンモス                   |
| 1959年3月8日   | 満員                                    |
| 1959年3月15日  | 飯場にいきる                            |
| 1959年3月29日  | 日本の空                                |

### 1959年度
| 放送日         | サブタイトル                            |
| -------------- | --------------------------------------- |
| 1959年4月12日  | 在日外人                                |
| 1959年4月19日  | 麻痺と闘う 肢体不自由児の記録           |
| 1959年4月26日  | テキ屋                                  |
| 1959年5月3日   | 憲法第二十五条                          |
| 1959年5月10日  | 観光ブームの裏街道                      |
| 1959年5月17日  | 捜査本部                                |
| 1959年5月24日  | 停車場人生模様 東京駅の24時間           |
| 1959年5月31日  | ある玉砕部隊の名簿                      |
| 1959年6月7日   | 修行                                    |
| 1959年6月14日  | 結核                                    |
| 1959年6月21日  | 二つのライン                            |
| 1959年6月28日  | 古城落成 昭和築城時代                   |
| 1959年7月5日   | 右翼                                    |
| 1959年7月12日  | 市場                                    |
| 1959年7月19日  | どん底人生                              |
| 1959年7月26日  | 路上の恐怖 交通事故                     |
| 1959年8月9日   | 隠れキリシタン                          |
| 1959年8月16日  | モンテンルパへの追憶                    |
| 1959年8月23日  | 子どもの見た夏休み                      |
| 1959年8月30日  | コタンの人たち 日本の少数民族           |
| 1959年9月6日   | 災害日本                                |
| 1959年9月13日  | のれんと鉢巻                            |
| 1959年9月20日  | 美人天国                                |
| 1959年9月27日  | 競輪立国                                |
| 1959年10月4日  | 泥海の町 名古屋市南部の惨状             |
| 1959年10月11日 | 川に映った東京                          |
| 1959年10月25日 | ボタ山は訴える                          |
| 1959年11月1日  | 歌舞伎 その伝統と社会                   |
| 1959年11月8日  | 国鉄ローカル線                          |
| 1959年11月15日 | 板ばさみ                                |
| 1959年11月22日 | 二軍人生                                |
| 1959年11月26日 | 奇病のかげに                            |
| 1959年12月6日  | 孤独の島“沖縄”                          |
| 1959年12月13日 | 台風孤児                                |
| 1959年12月20日 | 自衛隊                                  |
| 1959年12月27日 | もういくつねると 歳末の狂態とその裏側   |
| 1960年1月10日  | 土地飢饉                                |
| 1960年1月17日  | 街の若者たち                            |
| 1960年1月24日  | 大阪                                    |
| 1960年1月31日  | 国境の島 対馬                           |
| 1960年2月7日   | 幼き受験生たち 受験にっぽん             |
| 1960年2月14日  | 患者集団 社会保障のある断面             |
| 1960年2月21日  | 雪国 ある山村の記録                     |
| 1960年2月28日  | マンモス都市                            |
| 1960年3月6日   | セールスマン                            |
| 1960年3月13日  | 火山灰地に生きて 鹿児島県大隅半島、桜島 |
| 1960年3月27日  | 地方議会                                |

### 1960年度
| 放送日         | サブタイトル                         |
| -------------- | ------------------------------------ |
| 1960年4月3日   | 馬                                   |
| 1960年4月10日  | 競り合い経済学                       |
| 1960年4月17日  | 三行広告                             |
| 1960年4月24日  | 暗い海辺 北海道の不漁地帯を行く      |
| 1960年5月1日   | 日本人の家                           |
| 1960年5月8日   | 三池                                 |
| 1960年5月22日  | 行動の世代 高校生のある断面          |
| 1960年5月29日  | 大津波 チリ地震災害NHKたすけあい番組 |
| 1960年6月5日   | 議長の椅子                           |
| 1960年6月12日  | 群衆                                 |
| 1960年6月26日  | 9年間の記録 安保から安保まで         |
| 1960年7月3日   | 若衆宿の人々                         |
| 1960年7月10日  | 人気                                 |
| 1960年7月17日  | この国の母たち                       |
| 1960年7月31日  | ある底辺                             |
| 1960年8月7日   | 黄色い手帳 原爆被災者の周辺          |
| 1960年8月14日  | 命の値段                             |
| 1960年8月21日  | 母子寮の夏                           |
| 1960年8月28日  | トカラの人々 ある離島の現実          |
| 1960年9月11日  | 黒い地帯 その後の炭鉱離職者達        |
| 1960年9月18日  | 先生の雑記帳                         |
| 1960年9月25日  | 東京の大学生                         |
| 1960年10月2日  | 小児マヒ地帯                         |
| 1960年10月9日  | 地底 ある炭鉱事故の記録              |
| 1960年10月16日 | 政治テロ                             |
| 1960年10月23日 | 万年豊作                             |
| 1960年11月13日 | 上野 裏窓の世相                      |
| 1960年11月27日 | 不就学児童                           |
| 1960年12月4日  | 臨時労働者                           |
| 1960年12月11日 | 繁栄の谷間 京浜工業地帯のある断面    |
| 1960年12月18日 | 開拓地                               |
| 1960年12月25日 | なにわの暮                           |
| 1961年1月8日   | 交通マヒ                             |
| 1961年1月15日  | 太陽のない教室 夜間中学生            |
| 1961年1月22日  | 行商                                 |
| 1961年1月29日  | ヘロイン                             |
| 1961年2月5日   | 土の中の共同社会                     |
| 1961年2月12日  | ある信者たち                         |
| 1961年2月19日  | 雪害                                 |
| 1961年2月26日  | 旧軍人                               |
| 1961年3月5日   | 秘書                                 |
| 1961年3月12日  | ぼくらも日本人                       |
| 1961年3月19日  | 文楽                                 |
| 1961年3月26日  | デパート                             |

### 1961年度
| 放送日         | サブタイトル                            |
| -------------- | --------------------------------------- |
| 1961年4月2日   | 兜町                                    |
| 1961年4月9日   | 歌は世につれ                            |
| 1961年4月16日  | サラリーマン                            |
| 1961年4月23日  | 機関士 ある合理化の断面                 |
| 1961年4月30日  | 傷ついた村                              |
| 1961年5月7日   | 我は海の子                              |
| 1961年5月14日  | 保母さん                                |
| 1961年5月21日  | 学生寮 大学における人間性回復の方向     |
| 1961年5月28日  | 工場誘致                                |
| 1961年6月4日   | 山林地主                                |
| 1961年6月11日  | 精神衛生のカルテ                        |
| 1961年6月18日  | アマチュアスポーツ                      |
| 1961年6月25日  | 霊峰                                    |
| 1961年7月2日   | 波止場                                  |
| 1961年7月9日   | 防衛大学生                              |
| 1961年7月16日  | 若い根っこ                              |
| 1961年7月23日  | まつり                                  |
| 1961年7月30日  | レジャーの断面                          |
| 1961年8月6日   | 消えやらぬ傷痕 原爆被爆者の生活記録     |
| 1961年8月13日  | ドクター稼業                            |
| 1961年8月20日  | 浪花の芸人                              |
| 1961年8月27日  | 流転の村 小河内ダムの30年               |
| 1961年9月3日   | 職業病                                  |
| 1961年9月10日  | 奄美 その復興と不毛                     |
| 1961年9月17日  | 妻の座                                  |
| 1961年9月24日  | 海抜0地帯                               |
| 1961年10月1日  | 血液市場                                |
| 1961年10月8日  | 入会争議                                |
| 1961年10月15日 | あるミスの誕生                          |
| 1961年10月22日 | タクシー人生                            |
| 1961年10月29日 | 禅                                      |
| 1961年11月5日  | 保母さん                                |
| 1961年11月12日 | 天草 出稼ぎの島の現実                   |
| 1961年11月19日 | 求人                                    |
| 1961年11月26日 | 靖国神社                                |
| 1961年12月3日  | 県人会 東京に生きる地方精神             |
| 1961年12月10日 | 町工場                                  |
| 1961年12月17日 | 黒い墓標 石炭産業合理化の断面           |
| 1961年12月24日 | 株主                                    |
| 1962年1月7日   | 勲章                                    |
| 1962年1月14日  | 狂った速度計 ダンプカーの事故とその背景 |
| 1962年1月21日  | 風土病                                  |
| 1962年1月28日  | 警視庁                                  |
| 1962年2月4日   | 易                                      |
| 1962年2月11日  | 埋もれた辺境 冬山の臨時労働者たち       |
| 1962年2月18日  | アイデア                                |
| 1962年2月25日  | 移住者                                  |
| 1962年3月4日   | 旧軍港                                  |
| 1962年3月11日  | 旧地主                                  |
| 1962年3月18日  | 閉ざされた島 ライ療養所の記録           |
| 1962年3月25日  | 底流 日本の素顔 4年間の記録（総集編）   |

### 1962年度
| 放送日         | サブタイトル                        |
| -------------- | ----------------------------------- |
| 1962年4月1日   | なわ張り                            |
| 1962年4月8日   | 観光基地                            |
| 1962年4月15日  | 傷夷軍人                            |
| 1962年4月22日  | 傷心の谷間 伊那谷その後             |
| 1962年4月29日  | 正義感をめぐる12の証言              |
| 1962年5月6日   | 防衛産業                            |
| 1962年5月13日  | 日本の中の沖縄                      |
| 1962年5月20日  | 釜ヶ崎からの報告                    |
| 1962年5月27日  | 内職立国                            |
| 1962年6月3日   | 村の政治 4人の村長の記録            |
| 1962年6月10日  | 選挙                                |
| 1962年6月17日  | ガン対策の周辺                      |
| 1962年6月24日  | 破産地帯                            |
| 1962年7月8日   | 創価学会                            |
| 1962年7月15日  | 経営戦略時代                        |
| 1962年7月22日  | 仏像受難 文化財保護の反省           |
| 1962年7月29日  | 恐山                                |
| 1962年8月5日   | ゴミの社会学                        |
| 1962年8月12日  | タレント市場                        |
| 1962年8月19日  | 秘境返上 国土総合開発の問題点       |
| 1962年8月26日  | フレキシネル段階 日本的赤痢菌の周辺 |
| 1962年9月2日   | 大陸派 その日本人的郷愁             |
| 1962年9月9日   | 白衣の労働者                        |
| 1962年9月16日  | 学習塾                              |
| 1962年9月23日  | 失対事業13年                        |
| 1962年10月7日  | 奇禍                                |
| 1962年10月14日 | 人づくり                            |
| 1962年10月21日 | 華僑                                |
| 1962年10月28日 | 組夫 石炭産業合理化の断面           |
| 1962年11月4日  | 野丁場トビ                          |
| 1962年11月11日 | 水子塚 優生保護法の背景             |
| 1962年11月18日 | 精神障害                            |
| 1962年11月25日 | 故郷なき人々 小笠原疎開民の記録     |
| 1962年12月2日  | D階層 北海道開拓農家の周辺          |
| 1962年12月9日  | 一杯船主                            |
| 1962年12月16日 | 望楼 火災国日本の現状               |
| 1962年12月23日 | 教訓                                |
| 1963年1月6日   | チャンピオン                        |
| 1963年1月13日  | 外国資本                            |
| 1963年1月20日  | 伝統産業                            |
| 1963年1月27日  | 三割自治                            |
| 1963年2月3日   | 切れた神経                          |
| 1963年2月10日  | 原子炉の周辺                        |
| 1963年2月17日  | 老後                                |
| 1963年2月24日  | 研究室                              |
| 1963年3月3日   | 土地はだれのもの                    |
| 1963年3月10日  | 行くえ不明                          |
| 1963年3月17日  | 流通革命                            |
| 1963年3月24日  | 地方議員                            |
| 1963年3月31日  | 家元社会                            |

### 1963年度
| 放送日         | サブタイトル                          |
| -------------- | ------------------------------------- |
| 1963年4月7日   | 在日留学生                            |
| 1963年4月14日  | プライバシー                          |
| 1963年4月21日  | 夢のかけ橋                            |
| 1963年4月28日  | 後援会                                |
| 1963年5月5日   | 現代の子どもたち                      |
| 1963年5月12日  | 誘拐                                  |
| 1963年5月19日  | パイロット地区 農業近代化への試練     |
| 1963年5月26日  | 修学旅行                              |
| 1963年6月2日   | 国鉄                                  |
| 1963年6月9日   | 国境周辺                              |
| 1963年6月16日  | 年功序列                              |
| 1963年6月23日  | 国境周辺                              |
| 1963年6月30日  | 消費者主権                            |
| 1963年7月7日   | 水利権                                |
| 1963年7月14日  | 失われた歳月 長期裁判の代償           |
| 1963年8月4日   | 税関                                  |
| 1963年8月11日  | よみがえる墓標                        |
| 1963年8月18日  | 祇園                                  |
| 1963年8月25日  | ある閉山 金属鉱山の現実               |
| 1963年9月1日   | 自由化1年                             |
| 1963年9月8日   | 相場師                                |
| 1963年9月15日  | 私鉄 その線と点の争い                 |
| 1963年9月22日  | 興行師                                |
| 1963年9月29日  | 教祖誕生                              |
| 1963年10月6日  | 情緒障害児の記録                      |
| 1963年10月20日 | 公害都市                              |
| 1963年10月27日 | 農協                                  |
| 1963年11月17日 | 15歳の自衛官                          |
| 1963年11月24日 | 放浪 梅田厚生館の保護記録より         |
| 1963年12月1日  | 補償以後                              |
| 1963年12月8日  | あの戦いの日々                        |
| 1963年12月15日 | 空洞 結核長期療養者の周辺             |
| 1963年12月22日 | 国鉄電車区                            |
| 1963年12月29日 | 社会病質者の周辺                      |
| 1964年1月12日  | 帰郷 漂海漁民の里                     |
| 1964年1月19日  | 東京農民                              |
| 1964年1月28日  | 道徳教室                              |
| 1964年2月2日   | 砂利飢饉                              |
| 1964年2月9日   | 御蔵島                                |
| 1964年2月18日  | 灰色の海岸線                          |
| 1964年2月23日  | 廃屋の村                              |
| 1964年3月1日   | 貸家人対借家人 ある居住権をめぐる争い |
| 1964年3月8日   | 公民館                                |
| 1964年3月15日  | 企業学校                              |
| 1964年3月22日  | 流氷と人                              |
| 1964年3月29日  | 山岸会                                |
| 1964年4月5日   | 暴走 運転免許と精神障害               |